# Optische Projektionstomografie
Die Optische Projektionstomografie (OPT) ist ein bildgebendes Verfahren der medizinischen Diagnostik und der biochemischen Analyse. Es stellt leicht oder stark durchsichtige Objekte, etwa Zellgewebe, in räumlicher Weise dar und benutzt dazu sichtbares Licht. Die Optische Projektionstomografie gilt als das Röntgenstrahl-freie Pendant zur Computertomografie und wird auch „CT mit Licht“ genannt. In der Biochemie gehört das Verfahren im weitesten Sinn zur optischen Mikroskopie.

## Wirkungsweise
OPT arbeitet mit relativ kleinen, handelsüblichen Geräten und nutzt Open-Source-Software zur Auswertung der Bilder. Im Prinzip durchleuchtet man das Gewebe aus verschiedenen Blickwinkeln mit sichtbarem Licht und sammelt die reflektierten Strahlen nach Richtung und Frequenzen. Aus dieser „gefilterten Rücktransformation“ kann man dann mit aus dem CT bekannten Methoden aus Schichtbildern ein Volumenmodell des Gewebes herstellen und Strukturen, wie etwa Zellveränderungen oder Tumoren, sichtbar machen, was ansonsten nur durch tatsächliches Zerschneiden (Sektionierung) des Gewebes möglich wäre. In der Regel muss das untersuchte Material zuvor für bestimmte Lichtanteile empfindlich gemacht werden, etwa durch Beigabe von fluoreszierenden Substanzen.
Die Optische Projektionstomografie spielt wegen des hohen Rechenaufwands erst seit den frühen 2000er Jahren in der Forschung eine Rolle und beginnt sich seit den 2010er Jahren allmählich in der Praxis von Biochemie und Medizin zu etablieren. Es konkurriert mit mehreren optischen bildgebenden Verfahren, wie etwa der Photoakustik, wo man mit einem gepulsten Laser Gewebe beschießt und die akustischen Reflexionen misst.
2024 stellten Forschende mit OPTImAL die technische Dokumentation eines OPT-Gerätes als Open-Source-Hardware zur freien Verfügung.